# Simon de Faultrier
Simon de Faultrier, né le 22 août 1763 à Metz (Moselle), mort le 24 juin 1832 à Metz (Moselle), est un général français de la Révolution et de l’Empire.

## Biographie
Simon de Faultrier naquit à Metz en Moselle, le 22 août 1763. Fils de Jean Claude Joachim Faultrier  de Corvol, colonel du régiment de Metz artillerie puis commandant l'école d'artillerie de Metz, et frère du général François Faultrier, il se destine de bonne heure à la carrière des armes. Faultrier passe un examen à l’École d'artillerie de Metz, puis il devient lieutenant en second au régiment d'artillerie de Besançon le 15 août 1779. Lieutenant en premier le 4 mai 1783, capitaine en second le 8 avril 1787, il reçoit son brevet de capitaine commandant le 22 août 1791.
Les armées du Nord, de la Moselle et de Sambre-et-Meuse lui fournissent, pendant les ans II, III et IV de la République, de nombreuses occasions de signaler sa valeur et d’acquérir de l’avancement. Promu au grade de chef de bataillon en récompense de l’habileté avec laquelle il a dirigé l’artillerie aux batailles d’Arlon et de Fleurus, Faultrier continue de servir en Allemagne jusqu’en l’an VIII, époque à laquelle on l’envoie à l’armée d'Italie avec le grade de colonel, qui lui a été accordé en l’an VII.
C'est lui qui, au siège de Vérone, en l’an IX, fait sauter un magasin à poudre au moyen d’un obus adroitement dirigé. Grièvement blessé à ce siège par un boulet de canon, le colonel Faultrier revient en France, reçoit le commandement de l’artillerie à Bruges. Faultrier est promu général de brigade le 22 novembre 1806, et en l’an XI commandant de l’artillerie à Valence. Faultrier devient membre de la Légion d'honneur le 19 frimaire an XII, et officier de l’Ordre le 25 prairial de la même année.
En 1807, Faultrier se rend à Strasbourg pour y remplir les mêmes fonctions, commande en 1808 l’artillerie du 2e corps d’observation de la Gironde, sous les ordres du général Dupont de l'Etang, et fit ensuite partie de l’armée d'Espagne, où il rend des services importants. Appelé de nouveau à Strasbourg en 1810, pour y commander l’artillerie, Faultrier y reste jusqu’en 1812, époque à laquelle il est mis à la retraite. Il est fait chevalier de Saint-Louis le 18 juin 1817, et il meurt à Metz le 24 juin 1832.

## Armoiries
| Figure | Blasonnement |
|        | Armes du baron Simon de Faultrier et de l'Empire D'argent, au lion rampant de gueules, à la fasce de sable brochant sur le lion, chargée à senestre d'une étoile du champ ; à la bordure componnée de vingt-quatre pièces de gueules et d'or ; au franc-quartier des Barons militaires de l'Empire brochant. - Livrées : Blanc, rouge, noir et jaune. |